# New Edition
New Edition é um grupo de R&B formado em Boston, em 1978. O grupo atingiu o seu auge de popularidade na década de 1980. Eles foram os progenitores do movimento boy band dos anos 1980 e 1990 e abriram caminho para grupos como New Kids on the Block, Boyz II Men, Backstreet Boys e 'N Sync. O grupo gravou, em sua maioria, como um quinteto. O nome foi dado por Brooke Payne, segundo ele, o grupo seria uma "nova edição" do Jackson 5.
No auge de sua popularidade, no início de 1983, o grupo era composto por Ronnie DeVoe, Ralph Tresvant, Bobby Brown, Michael Bivins e Ricky Bell. Seus primeiros hits incluíram canções como "Is This the End", de 1983, "Candy Girl", também de 1983, e "Cool It Now", de 1984. Brown deixou o grupo no final de 1985 para embarcar em uma carreira solo de sucesso. O grupo continuou por um tempo, com quatro membros, mas eventualmente contaram com o cantor Johnny Gill para gravar seu álbum Heart Break, de 1988. O grupo entrou em um hiato, em 1990, enquanto seus vários membros trabalharam em projetos paralelos, como Bell Biv DeVoe. Gill e Tresvant também gravaram álbuns solo de sucesso.
Em 3 de maio de 2011, o New Edition emitiu um comunicado em seu site oficial anunciando que todos os seis membros estavam se reunindo como grupo para começar a comemoração do 30º aniversário de "Candy Girl" com seus fãs.
No dia 23 de janeiro de 2017, o grupo recebeu uma estrela na calçada da fama de Hollywood.

## Discografia
Álbuns de estúdio
- Candy Girl (1983)
- New Edition (1984)
- All for Love (1985)
- Under the Blue Moon (1986)
- Heart Break (1988)
- Home Again (1996)
- One Love (2004)

Outros álbuns
- Candy Girl 25th Anniversary Edition (2008)